# 30 ton – lista, lista przebojów
30 ton – lista, lista przebojów – program muzyczno-informacyjny emitowany w TVP2 w 1995-2006 roku i TVP1 od 2026 roku.

## Informacje ogólne
Program prezentował 30 teledysków najpopularniejszych piosenek w Polsce w danym tygodniu. Zestawienie było tworzone na podstawie sprzedaży albumów, z których pochodził dany singel, oraz popularności piosenek w stacjach radiowych. Teledyski emitowane były jedynie w około 30-sekundowych fragmentach. W programie prezentowano także dalsze miejsca listy (31–50), była to tzw. „poczekalnia”, jednakże nie było jej w niektórych podsumowaniach rocznych i w regularnych notowaniach do 22 grudnia 1996 roku. Listę prowadził Dariusz Odija (w programie pojawiał się tylko jego głos). W ostatnich wydaniach pojawił się także prowadzący na wizji, był nim Piotr Szarłacki.
W każdym odcinku w studio programu gościła osobistość z branży muzycznej. Prezentacja listy były przeplatana fragmentami wywiadu z tym artystą. W programie organizowano konkursy muzyczne, najczęściej związane z aktualnie zaproszonym wykonawcą. Prezentowane były także informacje o najbliższych koncertach, a także najlepiej sprzedających się albumach w danych miastach w Polsce.
Program pojawił się na antenie 7 lutego 1995, a ostatnie wydanie zostało wyemitowane 8 kwietnia 2006.